# 20461 Dioretsa
(20461) Dioretsa (of 1999 LD31) is een planetoïde die ontdekt werd op 8 juni 1999. Hij valt vooral op door zijn ongebruikelijke baan. Die is zowel erg excentrisch als retrograad. Aan dat laatste heeft dit hemellichaam zijn naam te danken: Lees de naam maar eens achterstevoren ('asteroid' is de Engelse benaming voor planetoïde).
In totaal is er ongeveer een twintigtal planetoïden bekend die een retrograde baan om de zon beschrijven.
De baan van Dioretsa heeft door zijn excentriciteit overeenkomsten met die van een komeet: Het perihelium ligt op 2,4 AE en het aphelium ligt op 45,2 AE. De omlooptijd bedraagt 115 jaar en 329 dagen. De inclinatie is 160 graden.

Mogelijk is het hemellichaam afkomstig van de Oortwolk. Het wordt gerekend tot de centaurs of tot de damocloïden.